# Al-Bayda, Tỉnh Hama
Al-Bayda (tiếng Ả Rập: البيضا) là một ngôi làng ở phía tây bắc Syria nằm ở phía tây Hama, 95 km (59 mi) về phía đông nam của thành phố cảng Latakia và 210 km (130 mi) phía bắc Damascus. Nó là một phần hành chính của Chính quyền Hama. Các địa phương lân cận bao gồm Masyaf 2 km về phía bắc, al-Suwaydah về phía đông nam, Ayn Halaqim ở phía nam và Wadi al-Oyun ở phía tây nam. Theo Cục Thống kê Trung ương Syria (CBS), al-Bayda có dân số 1.173 trong cuộc điều tra dân số năm 2004.

## Lịch sử
Al-Bayda được thành lập bởi Ibrahim Bolous Ghanemeh vào khoảng năm 1730. Thị trấn là nhà của nhà thờ San Gawargeos, được xây dựng vào năm 1814.

## Nhân khẩu học
Cư dân của Al-Bayda hầu như chỉ là Chính thống giáo Hy Lạp dưới thời tộc trưởng Antioch.

## Nền kinh tế
Hầu hết cư dân của Al-Bayda làm việc trong nông nghiệp, du lịch hoặc cho chính phủ.